# Samoczynne hamowanie pociągu

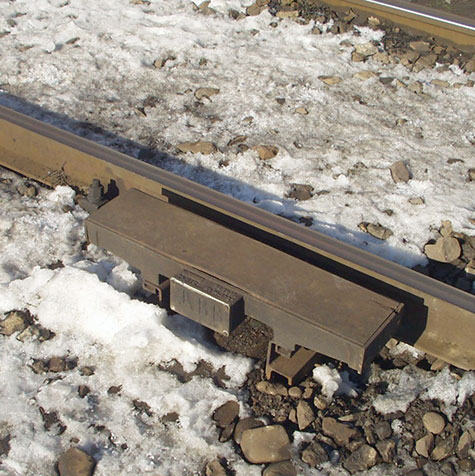
SHP-Gleismagnet

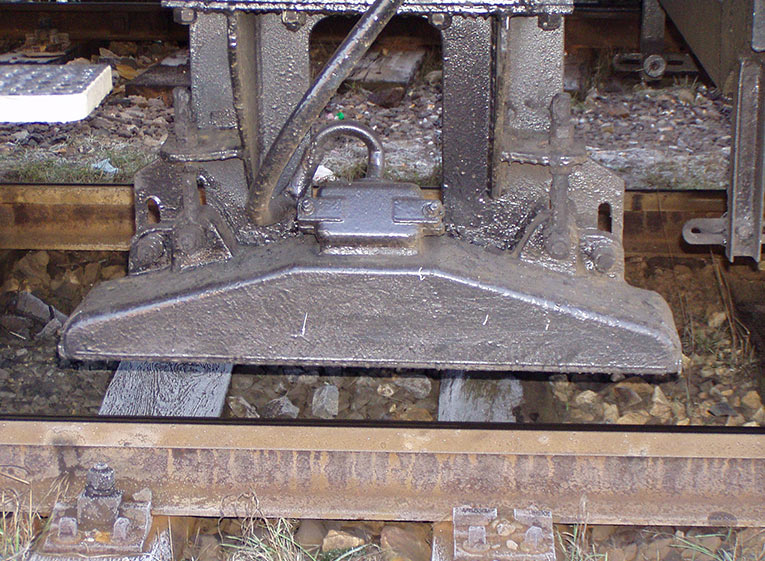
SHP-Fahrzeugmagnet

Samoczynne hamowanie pociągu (polnisch für Selbständiges Bremsen des Zuges), kurz SHP, ist ein Warnsystem, das zusammen mit Czuwak Aktywny (CA), dem polnischen Äquivalent zur deutschen Sicherheitsfahrschaltung, praktisch flächendeckend im Netz der PKP in Polen eingesetzt wird.

## Geschichte
Zur Erhöhung der Sicherheit wurde mit SHP ein Zugbeeinflussungssystem entwickelt, das insbesondere Mehrabschnittssignale, die die Funktion von Vor- und Hauptsignal vereinigen, absichert und bei Gefahr eine Zwangsbremsung auslöst. Seit der Einführung 1966 wurde SHP praktisch nicht mehr weiterentwickelt.
Zur Erhöhung des Sicherheitsniveaus wurde das Zugbeeinflussungssystem KHP (Kontrola hamowania pociągu, übersetzt: Kontrolle der Zugsbremsung) entwickelt und 1984 erstmals in Betrieb genommen. KHP ergänzte SHP mit einer teilweise linienförmigen Übertragung, zeigte die erlaubte Geschwindigkeit im Führerstand an und löste bei Überschreitung der zulässigen Geschwindigkeit eine Zwangsbremsung aus. KHP kam nicht über einen Versuchsbetrieb hinaus, der 200 km Strecke und 60 Triebfahrzeuge umfasste.
Von KHP wurde jedoch das Teilsystem Funkstop (polnisch: Radio-Stop) übernommen und für alle Streckentriebfahrzeuge in Polen vorgeschrieben. Mit Funkstop können Fahrdienstleiter oder Triebfahrzeugführer über Zugfunk eine Zwangsbremsung aller Züge in Reichweite des Senders auslösen.

## Funktionsweise

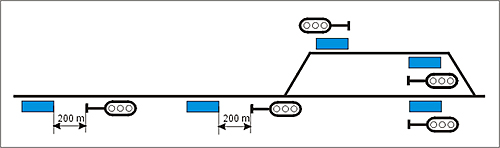
Die SHP-Gleismagnete befinden sich 200 m vor dem zugeordneten Strecken- oder Einfahrsignal oder direkt beim Ausfahrsignal.

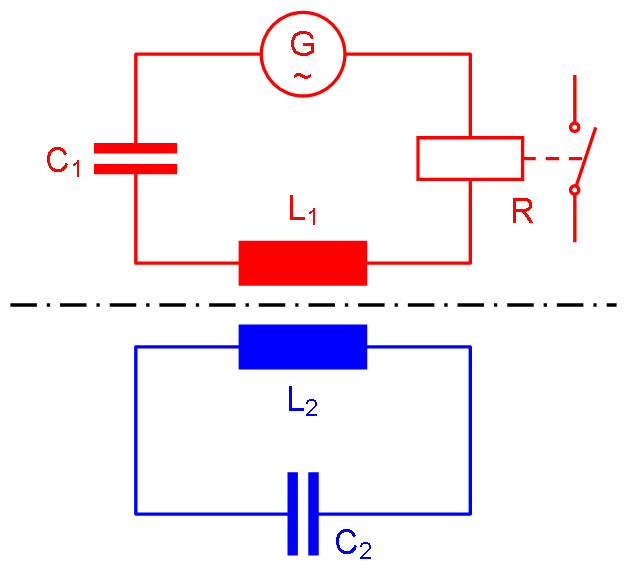
Prinzipschaltbild SHP
Fahrzeugausrüstung (rot):
G Generator
C_{1} Kondensator
L_{1} Fahrzeugmagnet (Spule)
R Impulsrelais
Streckenausrüstung (blau):
L_{2} Gleismagnet (Spule)
C_{2} Kondensator

Ähnlich als auch bei der deutschen Indusi gibt es bei jedem Vor- und Hauptsignal einen Gleismagneten. Die Gleismagneten sind auf eine Resonanzfrequenz von 1000 Hz abgestimmt und im Gegensatz zur Indusi, unabhängig von der Signalstellung dauerhaft aktiv. Sie befinden sich 200 m vor dem zugeordneten Strecken- oder Einfahrsignal. Bei Ausfahrsignalen befindet sich der Gleismagnet jeweils unmittelbar beim Signal, da man davon ausgeht, dass der Zug im Bahnhof zu einem Halt gekommen ist.
Der Fahrzeugmagnet erzeugt permanent ein elektromagnetisches Feld mit einer Frequenz von 1000 Hz. Beim Überfahren eines Gleismagneten wird in diesem – sowohl bei Fahrt- wie bei Haltestellung des Signals – eine Spannung induziert. Durch Rückwirkung des Gleismagnets auf den Fahrzeugmagnet fällt die Spannung in der Fahrzeugausrüstung stark ab. Dadurch leuchtet im Führerstand eine Signallampe auf und der Triebfahrzeugführer hat innerhalb von drei Sekunden die Wachsamkeitstaste zu drücken. Unterbleibt dies, ertönt ein Horn, und nach weiteren zwei Sekunden erfolgt eine Zwangsbremsung.
Bei SHP handelt es sich nicht um eine Zugbeeinflussung, sondern um eine Sicherheitsfahrschaltung, die zusätzlich zur zeitabhängigen Wachsamkeitskontrolle bei der Vorbeifahrt an einem geöffneten oder geschlossenen Signal die Betätigung der Wachsamkeitstaste verlangt. Somit besteht die Gefahr, dass ein Halt zeigendes Signal durch rechtzeitiges Betätigen der Wachsamkeitstaste ohne Zwangsbremsung überfahren wird.

## Europaweit genormtes Nachfolgesystem
Sowohl SHP als auch Funkstop werden möglichst bald durch entsprechende Komponenten des europäischen Zugbeeinflussungssystem European Train Control System (ETCS) ersetzt, wozu ein gemeinsames Specific Transmission Module (STM) für beide Systeme entwickelt wurde.
Folgende Strecken wurden in einem ersten Ausbauschritt auf ETCS umgerüstet:
| Streckenabschnitt                            | Länge  | ETCS-Level   | Inbetrieb- nahme | Bemerkung                    |
| -------------------------------------------- | ------ | ------------ | ---------------- | ---------------------------- |
| Legnica – (Grenze zu Deutschland)            | 84 km  | ETCS Level 2 | 2013             | Teil des ERTMS-Korridors F   |
| (Warschau –) Grodzisk Mazowiecki – Zawiercie | 224 km | ETCS Level 1 | 2012             | Geschwindigkeit bis 200 km/h |
| Warschau – Gdynia                            | 340 km | Level 2      | 2015             |                              |

Auf Nebenstrecken ist ein weiterer Betrieb mit SHP und Funkstop bis mindestens 2025 vorgesehen, da dort mittelfristig keine Umrüstung auf das Nachfolgesystem vorgesehen ist.
In Bezug auf ETCS ist SHP ein Klasse-B-System (Class-B-System).